# Tulsiyani Jabdi
Tulsiyani Jabdi (nep. तुल्सियानी जब्दी) – gaun wikas samiti w środkowej części Nepalu w strefie Dźanakpur w dystrykcie Dhanusa. Według nepalskiego spisu powszechnego z 2011 roku liczył on 949 gospodarstw domowych i 5993 mieszkańców (2927 kobiet i 3066 mężczyzn).